# كارلا غوميز
كارلا غوميز هي عالمة حاسوب برتغالية-أمريكية وأستاذة في جامعة كورنيل، وهي المديرة المؤسسة لمعهد الحسابيات كما لها أعمال رائدة في مجال تطوير الطرق الحسابية وذلك لمواجهة التحديات في مجال الاستدامة. كما أجرت مجموعة من البحوث في مجموعة متنوعة من مجالات الذكاء الاصطناعي وعلوم الحاسوب بما في ذلك قيود المنطق، الاستمثال، التقنيات العشوائية، خوارزميات البحث، اختبار الخوارزميات، نظام متعدد الوكلاء ثم نظرية الألعاب. وقد ركزت في عملها على الحسابيات حيث حاولت الحفاظ على البيئة وتخطيط الموارد وتمييز الأنماط في العلوم المادية.

## السيرة الذاتية
حصلت غوميز على درجة الماجستير في الرياضيات التطبيقية من الجامعة التقنية في لشبونة في عام 1987 ثم حصلت على درجة الدكتوراه في علوم الكمبيوتر من جامعة أدنبرة في عام 1993. وعملت كباحثة ما بعد الدكتوراه في مختبر أبحاث لمدة خمس سنوات قبل أن تنضم إلى جامعة كورنيل كباحثة مشاركة في عام 1998. شغلت منصب مديرة قسم نظم المعلومات في معهد كورنيل في الفترة من 2001 إلى 2008، وانضمت إلى هيئة التدريس في 2003 كأستاذة مشاركة حيث عملت في مجال الحاسبات والمعلومات والعلوم التطبيقية والاقتصاد والإدارة وعلوم الكمبيوتر.
في عام 2008، تلقت غوميز 10 ملايين دولار منحة من مؤسسة العلوم الوطنية وذلك لمساعدتها في إنشاء معهد الحسابيات لتطوير الطرق الحسابية البيئية والاقتصادية والاجتماعية واستدامتها. أصبحت في وقت لاحق أستاذة في قسم علوم الحاسوب وعلوم المعلومات في كلية دايسون للاقتصاد والإدارة في عام 2010.
في عام 2011 انتخبت كزميلة زائرة في معهد رادكليف للدراسات المتقدمة.

## الجوائز والأوسمة
انتخبت غوميز كزميلة في جمعية النهوض بالذكاء الاصطناعي في عام 2007 بفضل مساهماتها الكبيرة في المنطق وإدماج تقنيات الذكاء الاصطناعي ولغات البرمجة في البحوث العملية. كما انتخبت زميلة في الجمعية الأمريكية لتقدم العلوم في عام 2013.
حصلت رفقة كل من بارت سلمان وهنري عام 2016 في إطار عملهم ضمن جمعية النهوض بالذكاء الاصطناعي على جائزة مميزة عام 1998 بفضل ورقتهما البحثية بعنوان تعزيز اندماج البحث من خلال العشوائيةوالتي قدما فيها مساهمات كبيرة في مجال المنطق ومجال الآلات والبحث عن حلول من خلال إدخال العشوائية وإعادة التشغيل والبحث عن الحلول من نقطة الصفر. ثم انتخبت عام 2017 كزميلة في رابطة مكائن الحوسبة.